# Anarthria laevis
Anarthria laevis är en gräsväxtart som beskrevs av Robert Brown. Anarthria laevis ingår i släktet Anarthria och familjen Anarthriaceae. Inga underarter finns listade i Catalogue of Life.